# Fiat 600
El Fiat 600 es un pequeño automóvil diseñado por Dante Giacosa y construido por la empresa italiana Fiat desde 1955 hasta 1969. Fue un éxito mundial que se fabricó en muchos países, en la mayoría de ellos bajo la marca Fiat, siendo conocido popularmente en Argentina y Uruguay como "Fitito" o su apócope "Fito". También se fabricó bajo otras marcas, como los fabricados a través de licencias de producción como SEAT en España del SEAT 600 entre los años 1957 a 1973 siendo conocido con el sobrenombre de El "Pelotilla" o "Seílla", y en Yugoslavia como Zastava 750 desde 1962 hasta 1985. El Fiat 500 (lanzado en 1957) es posterior al Fiat 600 y este a su vez posterior al Fiat Topolino (1936).
Hubo una versión con más capacidad interior, el Fiat 600 Multipla, fabricada exclusivamente en Italia. Este vehículo representó una evolución únicamente en cuanto a carrocería, manteniendo intacta la configuración mecánica del modelo, siendo uno de los primeros monovolúmenes de la historia, con su generoso aprovechamiento del espacio, y capaz de albergar 6 pasajeros.

## Características generales

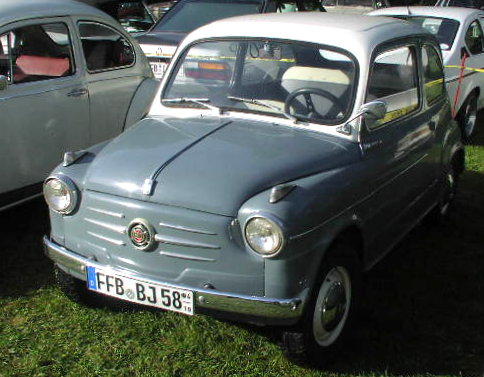
NSU-Fiat Jagst en Alemania.

Con únicamente 3,22 metros de longitud, fue el primer automóvil diseñado por Fiat con el motor posterior. El precio inicial fue de unos 305 € (US$ 407). Siempre se le consideró un vehículo económico y de consumo masivo, diametralmente opuesto a lo que se fabricaba en aquel entonces en los Estados Unidos. Creado para transportar cuatro personas, era compacto y económico y ofrecía un alto rendimiento.
El pequeño Fiat fue presentado al público el 9 de marzo de 1955 en el Palacio de Exposiciones de Ginebra. Dotado de dos puertas (en las primeras ediciones con apertura de delante hacia atrás) y con una capacidad justa para cuatro personas, estaba equipado con un motor de 633 cc situado en la parte posterior, dotándolo de una potencia de 21 CV, que le permitía alcanzar más de 95 km/h. El precio de venta en su país de origen era de 590.000 liras.
Originalmente poseía un motor de 633 cc, que era parte de la denominación comercial del modelo. Más tarde, sería aumentada su cilindrada hasta los (767 cc), y al final de su producción, cuando la casa matriz ya hacía tiempo que lo tenía descatalogado, llegó a contar con un motor de 903 cc fabricado bajo licencia en ciertos países. Fiat tuvo tanto éxito con estos motores que los siguieron evolucionando, llegando a una cilindrada máxima de 1049 cc en los Autobianchi A112 Abarth, y los instalaron también en su evolución natural el Fiat 850, los Autobianchi A112, Fiat 127, Fiat Panda, y algunos modelos posteriores. También se instaló en las primeras unidades del Fiat 147, que era una adaptación del popular Fiat 127 preparado para su fabricación en países en vías de desarrollo. Este, al igual que el original 127, conserva en el tren posterior la misma suspensión por ballesta transversal que el Fiat 600 poseía en el delantero. Este motor más tarde sería instalado en los Fiat Uno, sustitutos del exitoso Fiat 127.  Fiat también usaría este motor durante los años 90 en los Fiat Cinquecento y Fiat Seicento, de tracción delantera con caja de 5 velocidades en algunas de sus versiones. La marca española SEAT también lo instaló en los modelos SEAT 850, SEAT 127, SEAT Panda, SEAT Fura y Seat Ibiza . El carrocero catalán Costa evolucionó la carrocería del Seat 600 de 2 puertas a 4 puertas, y fue conocido como el SEAT 800. Por otra parte, la marca yugoslava Zastava instaló el mismo motor del Fiat 600 pero en la versión de 903 cc del Fiat 127 en el Yugo Koral.
Abarth fabricó piezas para algunos modelos destinados a la competición. Siendo un gran aporte para el Fiat 600 la modificación que Abarth realizó en su caja de velocidades, a la que incorporó la muy apreciada 5° velocidad. Un radiador de agua en la parte frontal para refrigerar con mayor eficiencia fue otra modificación muy característica. Hoy en día existen cientos de clubes que agrupan a las personas que se dedican a restaurar, mantener y exhibir estos vehículos, que sin duda marcaron la historia del automóvil.

## Producción del 600
- Italia  - Fiat: 2.695.197 u

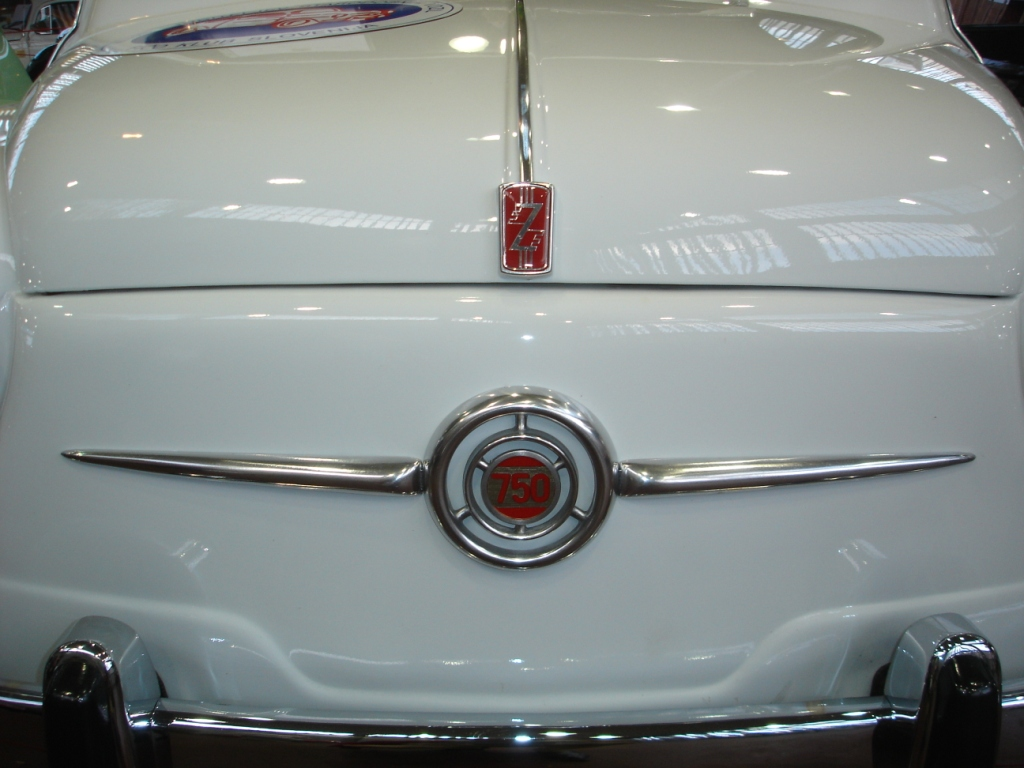
Frente del Zastava

- ex Yugoslavia - Zastava: 923.487 u
- España - Fiat/Seat: 814.926 u
- Argentina - Fiat: 304.016 u
- Alemania - NSU-Fiat: ~172.000 u
- Chile - Fiat: ~12.000 u
- Total mundial: 4.939.642 unidades

## Modelos derivados

### Fiat 600 Multipla
El Fiat 600 Multipla fue un monovolumen basado en el Fiat 600, producido entre 1956 y 1966. Con capacidad para seis personas, era solo 50 cm más largo que el Mini de BMC. Este modelo solo se produjo en Italia. Muchas personas lo consideran el primer monovolumen del mundo, y es el antepasado de los Chrysler Voyager y Renault Espace.
Construido sobre la base del Fiat 600 berlina, la configuración de motor posterior del Multipla significa que la parte delantera del coche estaba libre de mecánica. Por lo tanto, los dos asientos delanteros están elevados y sobre las ruedas delanteras, liberándose el espacio entre los dos ejes por dentro permitiendo la adición de dos filas de asientos, y de esta manera, el coche podía ofrecer espacio para seis personas sentadas. Su peso total era de 700 kg. El coche consiguió un gran éxito comercial en Italia, sobre todo empleado como taxi. Las campañas de publicidad del fabricante en los años 60, también presentaban un nuevo concepto para la época: tiempo libre, campamentos y otros pasatiempos. En la gama Fiat 600 había también una furgoneta derivada de la popular berlina, el Fiat 600T. Hasta los años 70 fue usado como taxi en muchas zonas de Italia. Se vendieron un total de 243.000 unidades del Fiat 600 Multipla.

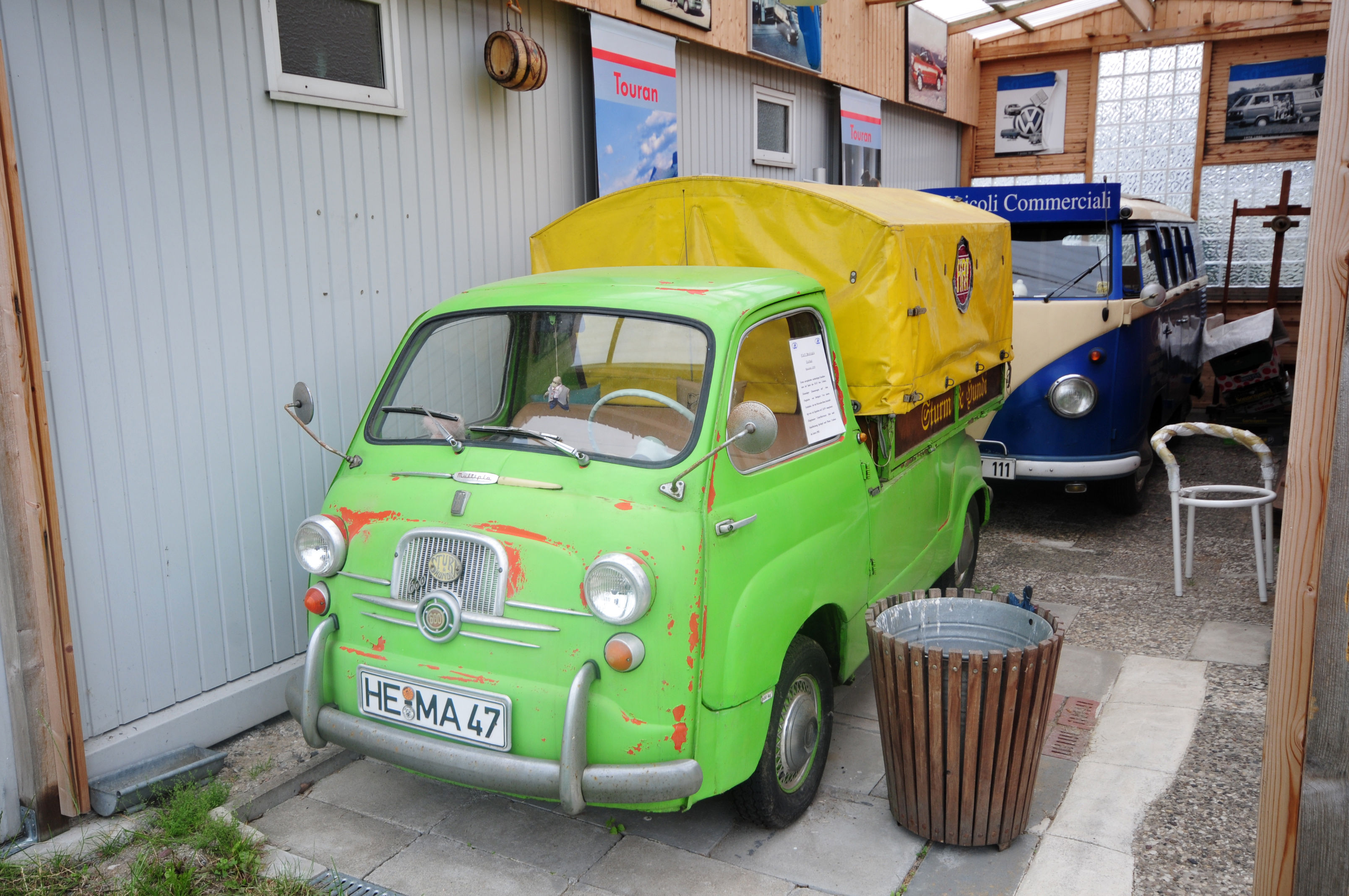
Fiat Multipla pickup
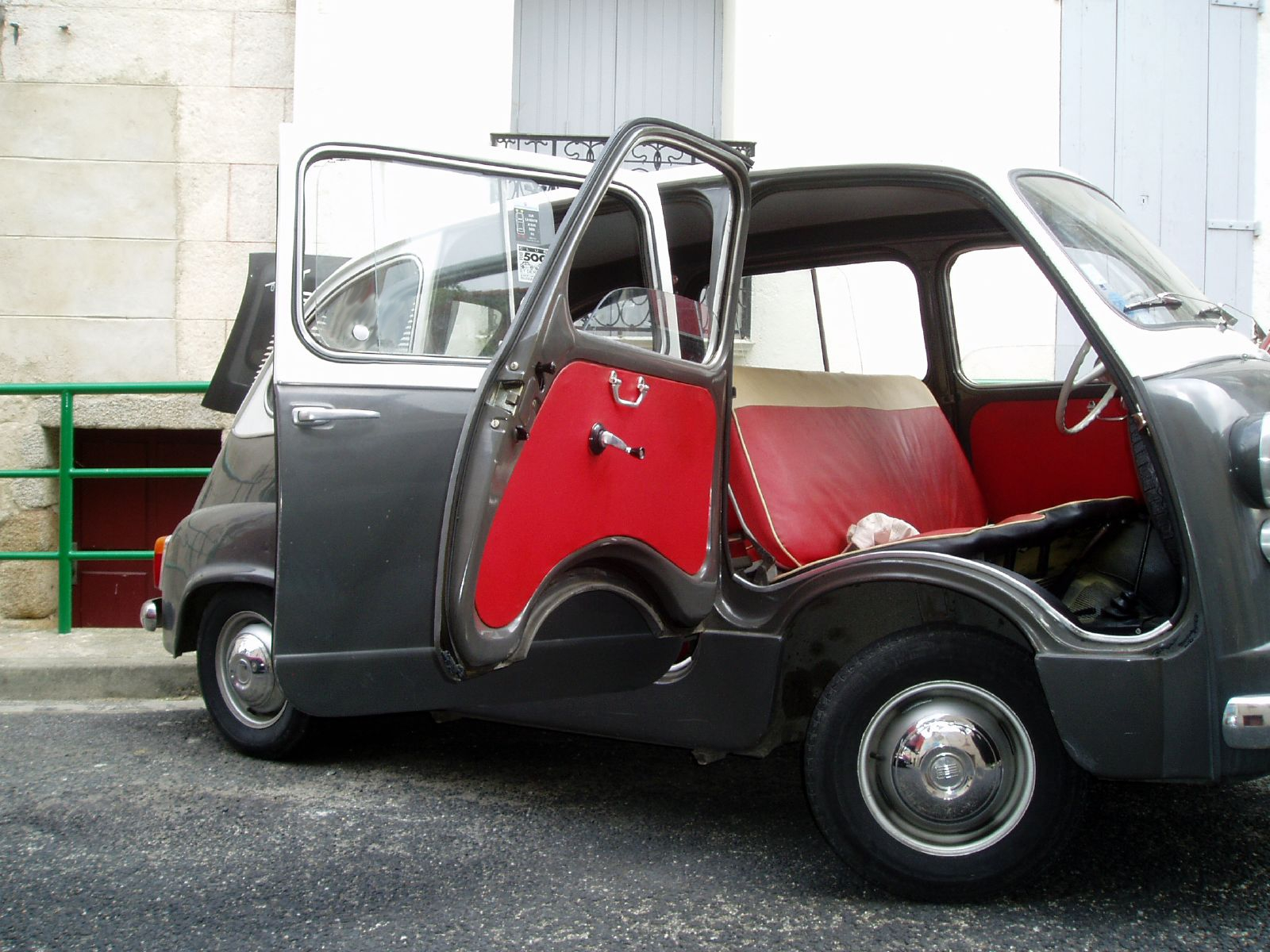
Fiat Multipla con las puertas abiertas
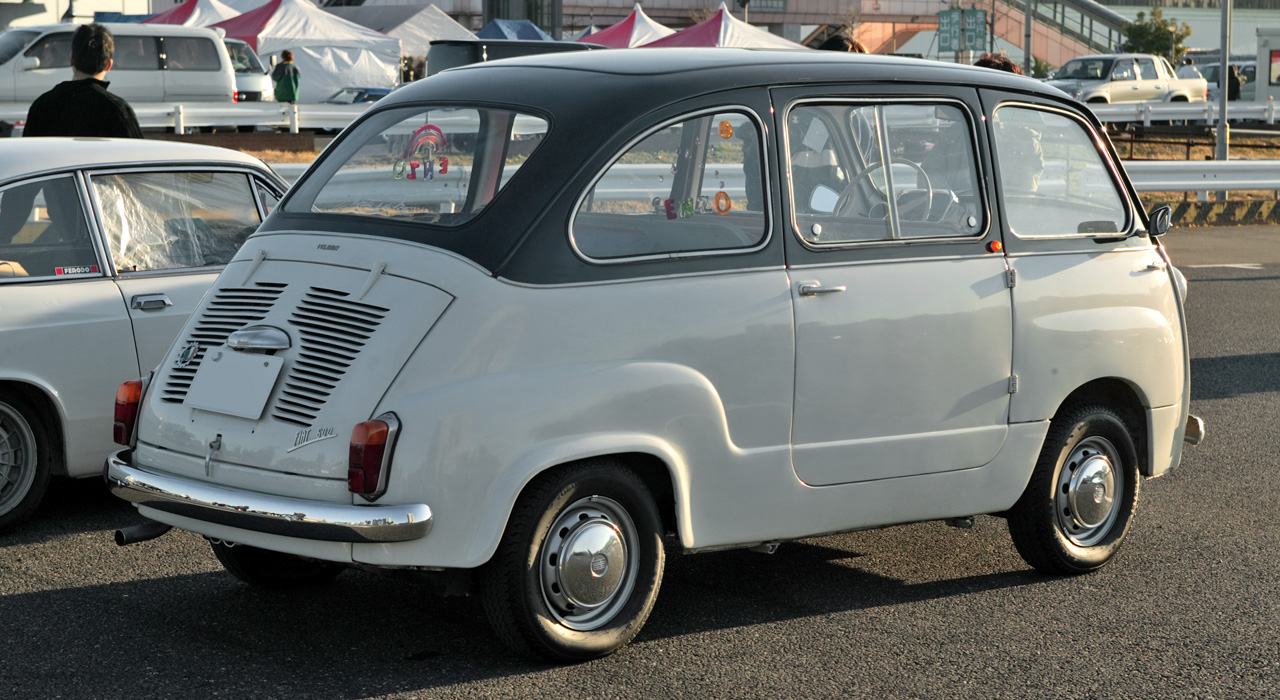
Fiat Multipla vista trasera

En 1998, Fiat comercializó un monovolumen basado en el Fiat Bravo para este segmento, para el cual se recuperó el nombre del antiguo Multipla. El nuevo Fiat Multipla no solo compartía el nombre, sino que además también contaba de nuevo con seis asientos, en la nueva versión en disposición tres más tres.

## El Fiat 600 en el mundo
En sus casi 30 años de fabricación, se conocieron muchas versiones según su país de origen y año de construcción. La versión original estuvo a cargo de la fábrica italiana de automóviles de Torino (FIAT).
En España fue conocido como el SEAT 600 (del que se fabricaron casi 800.000 unidades), en Yugoslavia fue conocido como el Zastava 750 [cita requerida]
En Argentina se fabricó bajo marca Fiat, y tanto en este país como en Uruguay obtuvo un gran éxito y se le apodó "Fitito". Este modelo se dejó de fabricar en Argentina en el año 1982.
Cada uno de ellos (siendo básicamente el mismo vehículo), representó un verdadero acontecimiento en sus respectivos países. Estos automóviles, junto a otros como el posterior Mini de BMC, dieron origen a lo que hoy se conoce como el "city car", actualmente uno de los segmentos comerciales más exitosos.

### El Fiat 600 fabricado en la Argentina
En cada país el modelo original sufrió diferentes variaciones, adaptando el vehículo al mercado local. En la Argentina, las primeras unidades fueron importadas masivamente en el año 1958 desde Italia. 

#### Fiat 600
Su producción local en manos de la empresa Fiat Concord se inició el 7 de abril de 1960 con el modelo 600, que era réplica exacta del original italiano salido de las líneas de montaje en ese momento
La motorización también era similar: 633 cc y 21,5 CV DIN
Las primeras unidades, junto con el modelo 1100, fueron montadas con piezas en su mayoría importadas de Italia, pero eso rápidamente cambió en el transcurso de los primeros meses a medida que se iban nacionalizando las distintas partes suministradas por proveedores externos locales. Las carrocerías venían desmontadas desde Italia y se ensamblaban en la planta fabril de automóviles que Fiat Argentina montó en la ciudad de Caseros, provincia de Buenos Aires. Los motores, cajas de cambios y otros elementos mecánicos eran provistos por la misma empresa desde la localidad de Ferreyra, Provincia de Córdoba. 
En 1963, la producción de carrocerías comienza a trasladarse al nuevo centro industrial de la ciudad de El Palomar, coincidiendo con el lanzamiento del nuevo modelo Fiat 1500. Desde este sitio salieron la inmensa mayoría de los Fiat argentinos hasta 1996.
| Ficha técnica                         | Fiat 600 (1960-1962)                                                           |
| Motor                                 | Cuatro cilindros en línea.                                                     |
| Cilindrada                            | 633 centímetros cúbicos                                                        |
| Diámetro y carrera                    | 60 x 56 mm                                                                     |
| Puertas                               | Apertura hacia adelante                                                        |
| Combustible                           | Gasolina de 80 octanos.                                                        |
| Transmisión                           | Cambio manual de cuatro velocidades, segunda, tercera, y cuarta sincronizadas. |
| Potencia                              | 21,5 CV (DIN)a 4.600 rpm                                                       |
| Frenos                                | Frenos de tambor en las cuatro ruedas                                          |
| Peso vacío                            | 617 kg                                                                         |
| Neumáticos                            | 5,20 x 12"                                                                     |
| Capacidad del depósito de combustible | 27 L                                                                           |
| Consumo promedio (km/L)               | 17,5                                                                           |
| Velocidad punta                       | 107 km/h                                                                       |

#### Fiat 600 D

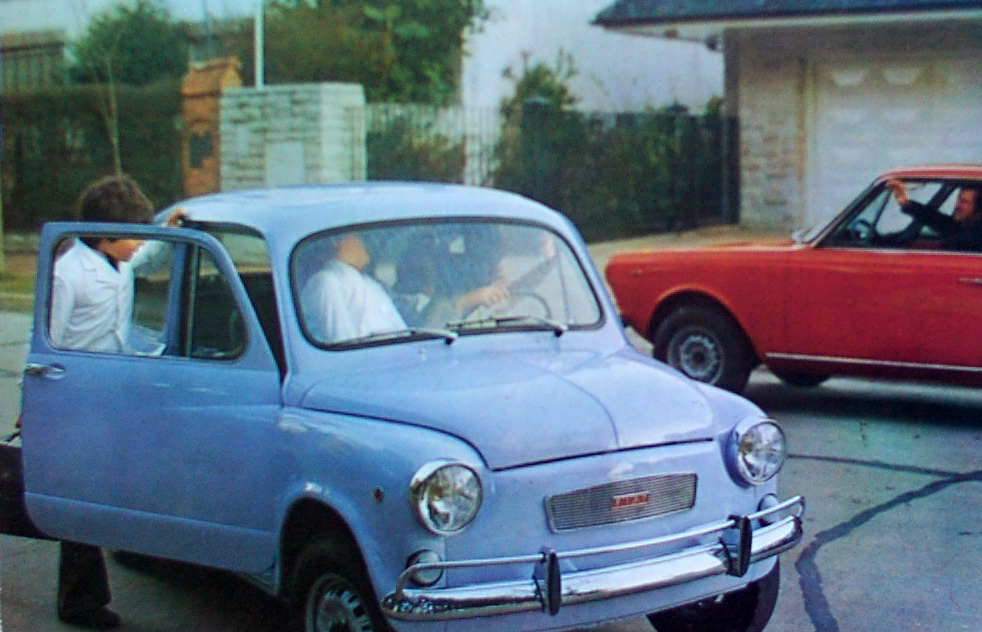
Fiat 600 argentino publicado en revistas

En 1962 Fiat Concord lanza al mercado el modelo D, donde una de sus principales características era una mecánica de mayor cilindrada y potencia. Leves detalles exteriores variaban, como la incorporación de los deflectores en las ventanillas de las puertas.
En agosto de 1964 fue lanzada la versión D, donde una de las más importantes variantes fue la modificación del sistema de filtrado de aire del motor y la incorporación del circuito cerrado de refrigeración. Las puertas continuaban abriéndose en contra del viento (conocidas popularmente como "suicidas"). Este modelo incluía detalles como la llave de arranque bajo del volante y dispositivo antirrobo de bloqueo del mismo.
| Ficha técnica           | Fiat 600 D (1962-1965)               |
| Motor                   | Cuatro cilindros en línea.           |
| Cilindrada              | 767 centímetros cúbicos.             |
| Combustible             | Gasolina                             |
| Transmisión             | Cambio manual de cuatro velocidades. |
| Potencia                | 32 CV a 5.200 rpm                    |
| Consumo promedio (km/L) | 18,0                                 |
| Aceleración             | 0 a 100 km/h en 35,5 s               |
| Velocidad punta         | Más de 110 km/h                      |

#### Fiat 600 E
El modelo E fue lanzado al mercado en abril de 1965. La característica más notable y de importancia fueron las puertas de apertura a favor del viento junto a otros cambios menores de tipo estético. De este modo seguiría en producción sin variaciones hasta finales de 1966.

En 1967 Fiat Concord presenta el 600 E (segunda serie), similar al anterior, con excepción del sistema de filtrado de aire, que vuelve a cambiar para adoptar de aquí en más y para siempre el tipo de filtro seco a cartucho recambiable.

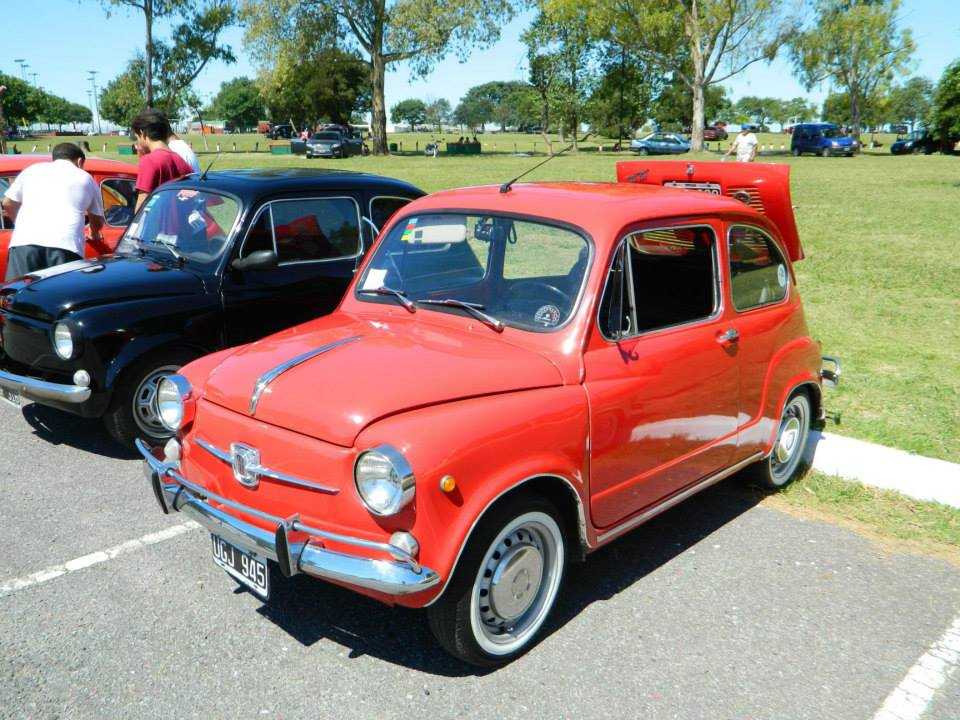
FIAT 600 E 1970

Durante 1968, el único cambio de importancia que se registró fueron los nuevos paragolpes, con un diseño más moderno, de perfil curvado, más pequeños, con soportes de chapa estampada en lugar de flejes de acero, mascotas más pequeñas y defensas de tubo cromado, tapicerías lisas en color negro o habana. También, el año 1968, la versión E adopta el motor de 797 centímetros cúbicos, el mismo de la versión R.
1970 fue un año de cambios para el "fitito". En primer lugar, el ya clásico modelo E presenta una nueva gama de colores. Por otra parte, vuelve a cambiar las llantas, manteniendo sus dimensiones, pero reemplazando las ventilaciones en forma de "gota" por otras cuadradas. Sus tapacubos adoptan un perfil plano de nuevo diseño y serán las últimas que los equiparán. Los parachoques son completamente sustituidos, la defensa "chata" se sustituye por una defensa "tubular", Este nuevo modelo de parachoques es el mismo que equipará al modelo "R". Esta nueva versión del "E" sigue conservando la vieja parrilla delantera. En el habitáculo, por primera vez, el color negro se visualiza en el tapizado, al igual que sus paneles de puertas, los cuales son lisos, con un diseño lineal gravado al calor. conservaba todavía su antiguo volante, de aro cromado para accionar la bocina. El cuadro de instrumentos, totalmente nuevo y mucho más moderno, moldeado en plástico, que acompañará al resto de la producción del 600 hasta su fin en 1982. 

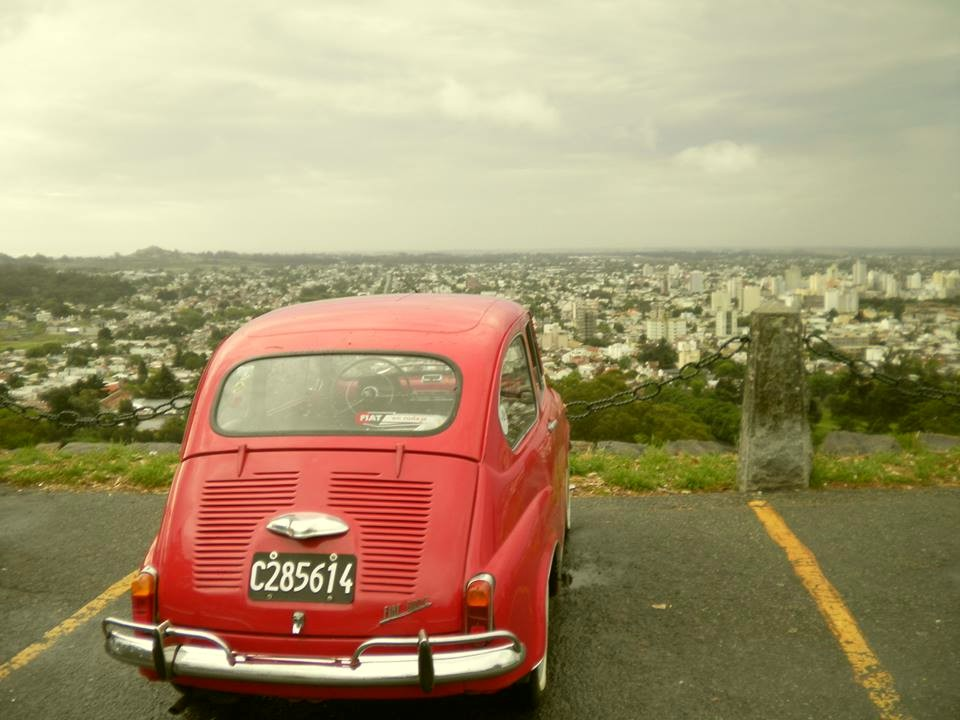
Fiat 600 E 1970, con dominio antiguo, República Argentina.

| Ficha técnica           | Fiat 600 E (1965-1970)                        |
| Motor                   | Fiat 100 D.039, de cuatro cilindros en línea. |
| Cilindrada              | 767cc hasta 1967. (E 1968/69/70, 797cc.)      |
| Combustible             | Gasolina                                      |
| Transmisión             | Cambio manual de cuatro velocidades.          |
| Potencia                | 32 CV a 5.200 rpm.                            |
| Consumo promedio (km/L) | 18                                            |
| Aceleración             | 0 a 100 km/h en 35,5 s                        |
| Velocidad punta         | Más de 110 km/h                               |

#### Fiat 600 R
En noviembre de 1970 Fiat Concord anunció el modelo R, que además de volver a incluir modificaciones en su mecánica, también vio modernizada su estética con la eliminación de las molduras laterales y de la tapa del maletero. Las llantas fueron reemplazadas por otras cuyo diseño tal vez sea el más recordado de todos y que han trascendido, incluso, hacia otros modelos de la marca en Argentina: las llantas "potenciado", donde la característica principal es la eliminación total de los clásicos tapacubos y adoptando, en cambio, unos pequeños tapones plásticos centrales que sólo cubren los bujes de las ruedas. En el período comprendido entre noviembre de 1970 y julio de 1977, el modelo R se mantiene sin cambios de importancia alcanzando en este período, sin embargo, el récord de producción de un mismo modelo, tanto fue así que se mantuvo casi 7 años ininterrumpidos sin registrarse variantes de importancia.

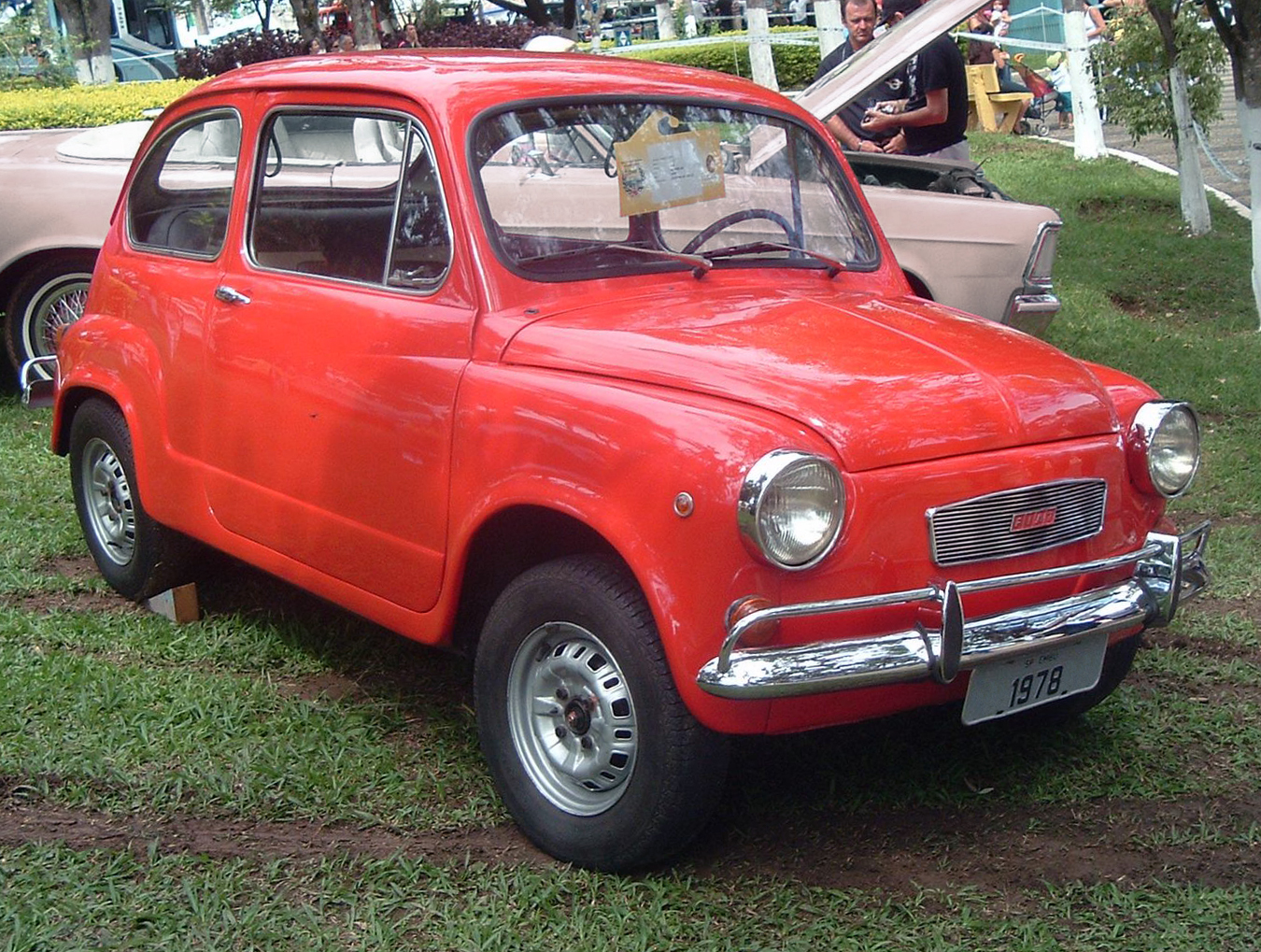
Fiat 600R argentino 1978

| Ficha técnica   | Fiat 600 R (1970-1977)              |
| Motor           | Cuatro cilindros en línea           |
| Cilindrada      | 797 centímetros cúbicos             |
| Combustible     | Gasolina                            |
| Transmisión     | Cambio manual de cuatro velocidades |
| Potencia        | 36 CV a 5.000 rpm                   |
| Velocidad punta | Más de 110 km/h                     |

#### Fiat 600 S
El 600 S fue presentado en julio de 1977. El principal cambio de esta versión sin duda radicaba en su mecánica, ya que vuelve a aumentar su cilindrada a los definitivos 843 cc y una potencia de 38 CV, lo que lo convirtió en un automóvil mucho más ágil y este motor será el último modelo fabricado para el 600 hasta su fin. Las últimas modificaciones, más bien estéticas, que recibió el 600 S fueron a principios de 1981, Principalmente se eliminaron las defensas de los parachoques, estos mismos adquirieron una forma más angulosa, y se colocaron topes de caucho, los aros de las ópticas delanteras se fabricaban ahora de plástico negro, al igual que la carcasa de la luz de matrícula, el interior no presentaba grandes cambios, excepto por su volante de la dirección, el cual estaba confeccionado en baquelita negra, con pulsador de bocina en la parte central, mismo volante que equipara al Fiat 133. Poco después de la llegada de la firma Sevel Argentina S.A.
Los días finales del Fiat 600 como producción argentina ya estaban contados a partir de la conformación de Sevel Argentina en 1980. Fiat Concord se retira de Argentina y de esta manera pierde el control directo de sus acciones industriales en el país dejando a Sevel a cargo de la continuación bajo licencia de la producción de sus automóviles, camiones, tractores y grandes motores diésel industriales. La nueva empresa decidió el cese de fabricación del 600 S, junto con el modelo 133, para ser reemplazado por el nuevo modelo 147 el 9 de abril de 1982.
| Ficha técnica   | Fiat 600 S (1977-1982)                                       |
| Motor           | Fiat 100 R7.038, de cuatro cilindros en línea.               |
| Cilindrada      | 843 centímetros cúbicos                                      |
| Alimentación    | Carburador Galileo o Bressel 28 ICP 10 (bajo licencia Weber) |
| Combustible     | nafta                                                        |
| Transmisión     | Cambio manual de cuatro velocidades                          |
| Potencia        | 38 CV a 4.800 rpm                                            |
| Velocidad punta | Más de 110 km/h                                              |
| Notas           | Es la única versión que adopta un alternador.                |

### El Fiat 600 en Chile
El Fiat 600 apareció en el mercado chileno a inicios de los 60, primero desde la planta de Arica y luego desde la ensambladora más moderna en Rancagua. Al principio fue adoptado como un automóvíl juvenil de las clases altas santiaguinas hasta su masificación y popularización en la década del 70.
El Fiat 600 compitió en el mercado nacional exitosamente con el Simca 1000, el Renault 4, el Volkswagen 1300 Escarabajo, el Citroën 2CV, los Austin Mini y los clásicos modelos Opel siendo en este sentido, líder en ventas.
Fue muy popular debido a sus compactas dimensiones. Como en otros países sudamericanos, fue conocido con el sobrenombre de Fito. 
De recambios relativamente baratos y además traídos por varias casas comerciales, su mantenimiento era sencillo, sin necesidad de tener grandes conocimientos de mecánica. Rápidamente el Fiat 600 fue adoptado por la afición y fue modificado para competición. Aún es posible ver estas carrocerías con motores adaptados hoy en día en el Autódromo Gustavo Felo Rivera en Quilpué.

### SEAT 600

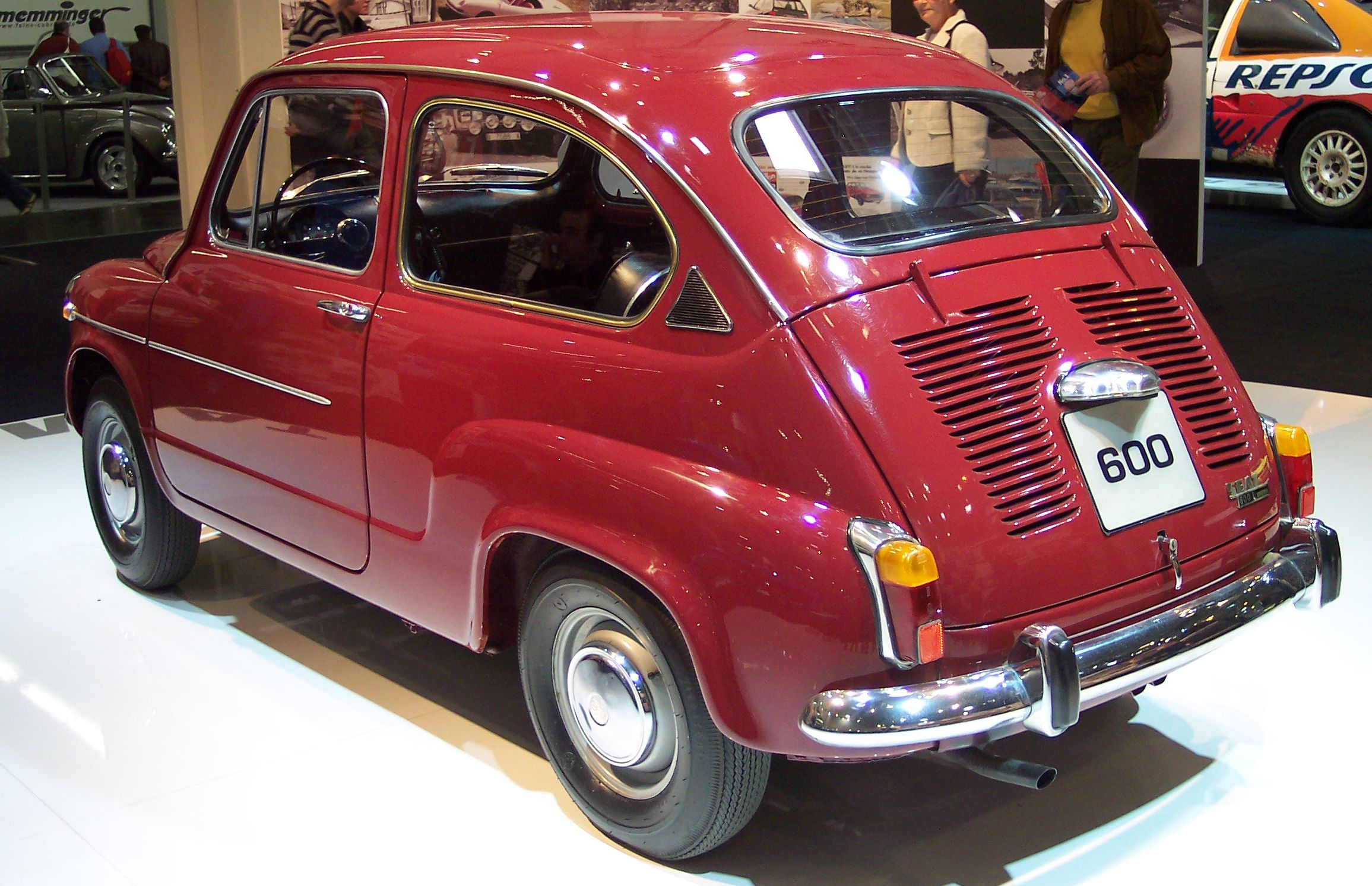
Última serie 1973 SEAT 600 L Especial

El SEAT 600 fue la versión producida por el fabricante español SEAT en Barcelona entre los años 1957 y 1973 bajo licencia Fiat sobre el modelo original.
En España inicialmente se importaron algunas unidades del Fiat 600 original italiano, pero pronto la fábrica SEAT inició la producción propia sobre la base del Fiat 600 bajo un acuerdo con Fiat.
Este modelo fue comprado principalmente por la clase media de la época, que no podía acceder a comprar vehículos de mayores prestaciones. En 1957 se puso a la venta en el mercado local por el precio de 73.500 pesetas de la época (unos 24 000 euros en términos actuales).

### Zastava 750

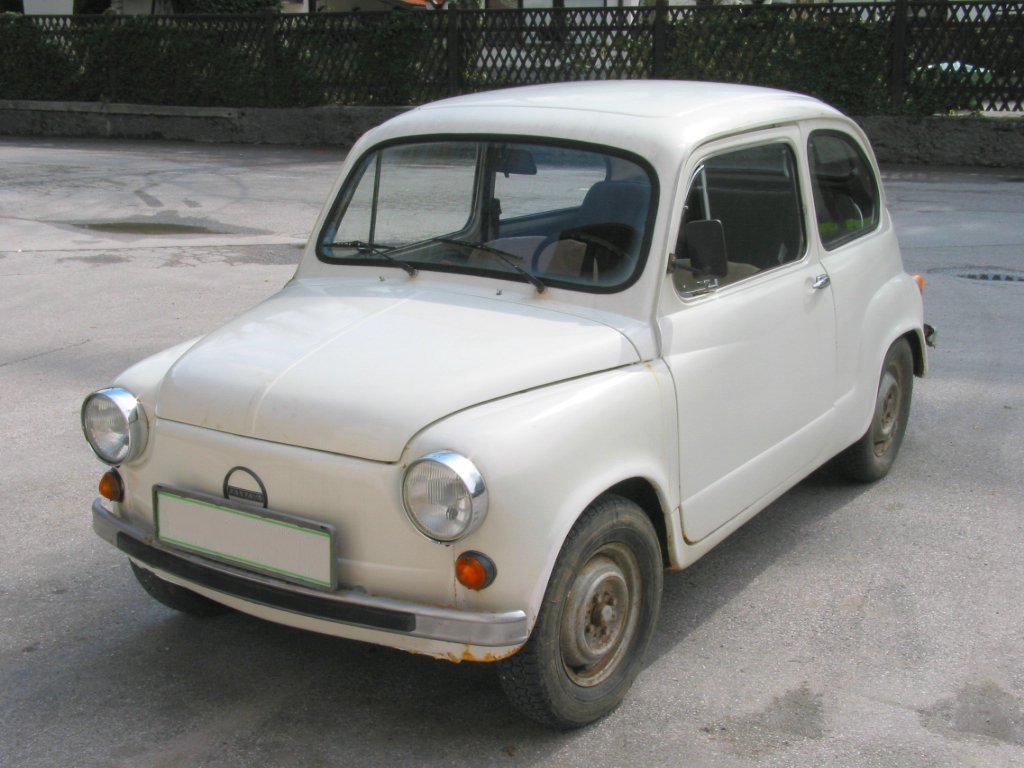
Zastava 850

Fabricación Yugoslava del Fiat 600. Su producción empezó en 1960. El primer modelo producido fue un Fiat 600D, (la ZASTAVA conservó en sus primeros modelos el estampado FIAT) con un motor de 633cc que representó la introducción del 600 en Yugoslavia. En 1962 se lanza el Zastava 750M, equivalente al Fiat 600E pero con un motor de 795cc, incorporaba un termostato y circuito cerrado de refrigeración, lo que era una mejora tecnológica con respecto a su hermano italiano.
Después apareció el Zastava 750S, igual que el M pero con nuevo cuadro de instrumentos y volante heredado del Fiat 126. En 1980 se empezó a fabricar el Zastava 850, idéntico al 750 pero con el motor de 843cc del Fiat 850.
Zastava se comercializó en varios países del mundo, incluido Colombia, donde alcanzaron gran popularidad durante la época en que fueron fabricados. En 1977 salieron de la planta de C.C.A ubicada en Bogotá los primeros 750Z ensamblados en el país. Estos coches de ensamblaban con CKD – partes- traídas de la planta de Kragujevac, Yugoslavia. El proceso de ensamble se llevó a cabo con gran intensidad entre 1977 y 1979, que dando algunas cantidades de CKD, que permitieron armar algunos autos en 1981,1983 y 1984 cuando la planta ya ensamblaba productos Mazda.

### ZAZ 965

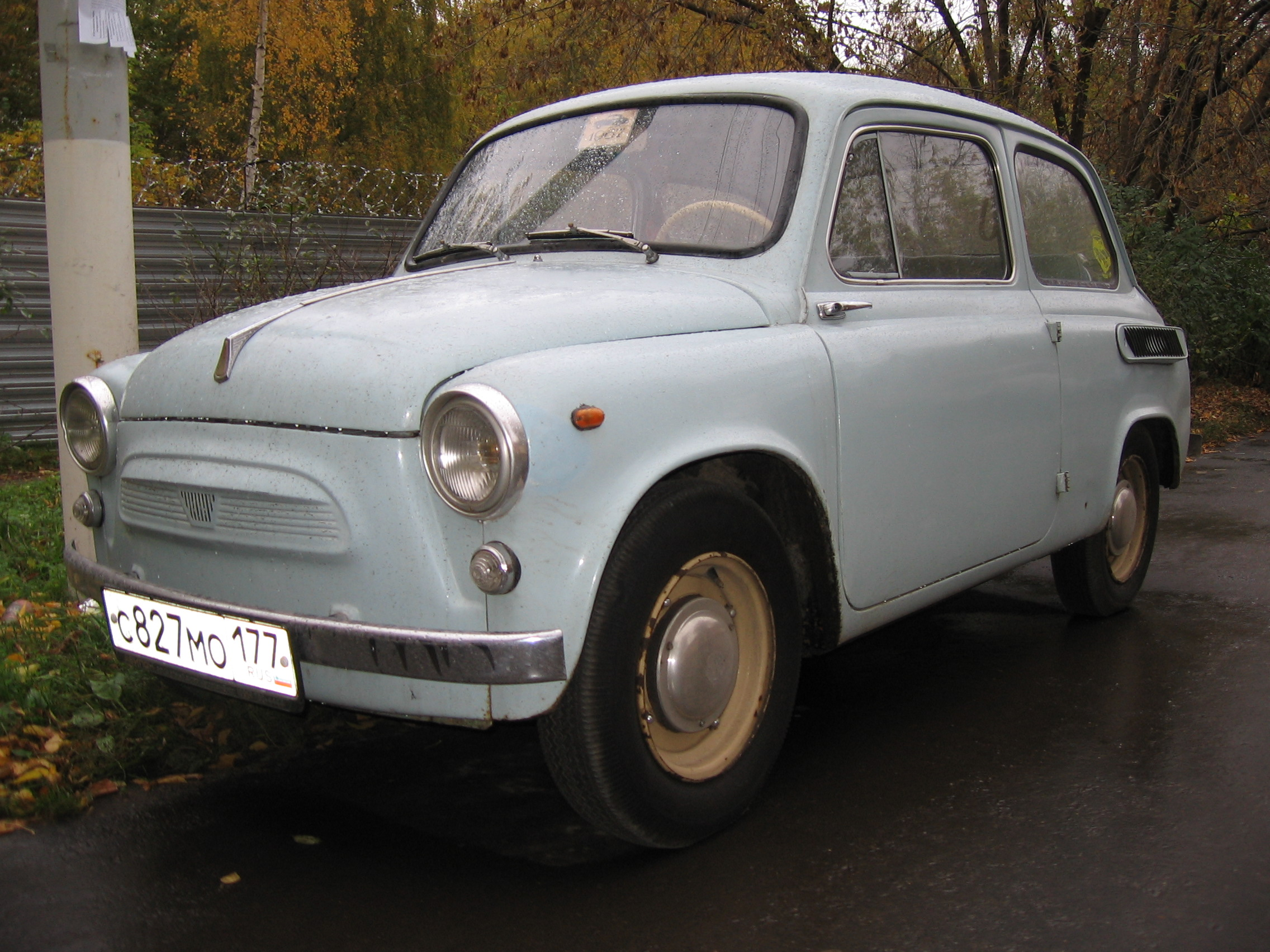
ZAZ 965, una copia soviética del Fiat 600.

El ZAZ 965, conocido también como Zaporozhets, fue un automóvil presentado en el año 1960 por el entonces productor soviético de automóviles ZAZ (acrónimo del término ucraniano Zaporiz'kyi Avtomobilebudivnyi Zavod). Este automóvil con motor trasero fue presentado y pensado por los ingenieros de ZAZ para convertirlo en un vehículo popular de producción masiva para la Unión Soviética. 
A pesar de sus intenciones de desarrollar un coche propio, la firma ZAZ había copiado deliberadamente al Fiat 600 italiano, tomando de él muchas de sus soluciones mecánicas así como también rasgos principales de diseño. En este sentido, la configuración de ambos modelos sería exactamente la misma, siendo llevado el impulsor hacia la parte trasera del Zaporozhets, como también su sistema de suspensión y tracción trasera. Asimismo, la parte frontal del ZAZ sería casi una réplica exacta del diseño del Fiat 600, desde el pilar B hasta el final de su morro. Al mismo tiempo, el sistema de acceso al vehículo sería el mismo que en las primeras versiones del 600, siendo su sistema de apertura el popularmente conocido como puertas suicidas.
Más allá de estos detalles, el Zaporozhets presentaba también diferencias considerables con respecto al modelo italiano, tal es el caso del diseño de su voladizo trasero, el cual difería del 600 por presentar un pequeño tercer volumen diseñado para hacer entrar aire más cómodamente al impulsor, el cual también era un distintivo para ZAZ, siendo este un V4 de 965 cc, refrigerado por aire y equipado con un eje contrarotante para amortiguar las vibraciones. El flujo refrigerante del coche tenía fácil acceso, gracias a un sistema de entradas laterales de aire, ubicadas por encima del guardabarros trasero. Otros detalles mecánicos presentados por el ZAZ incluían el uso de barras de torsión en la suspensión delantera y frenos de tambor en las cuatro ruedas. La producción de este controvertido modelo, tendría fin en el año 1973, cuando toda la línea Zaporozhets fue reemplazada por la línea 968 Zaporozhets (1972–1994). A lo largo de su producción, el Zaporozhets utilizó las nomenclaturas 965 (1960–1969) y 966 (1967–1973).

## Aspectos negativos
Dentro de los aspectos negativos de este pequeño vehículo estaba su deficiente sistema de refrigeración por agua que obligaba a mantener el capó del motor abierto, algunos llegaron a colocar unas tomas de aire en los laterales. El líquido refrigerante en el vaso de expansión a menudo hervía tras el asiento trasero. Subir una cuesta pronunciada y larga era provocar este fallo indudablemente.
En invierno, este fallo lógicamente era menos habitual.
Fiat intentó compensar estos fallos sin lograr resultados razonables para el cliente hasta finales de los 70. Pero, estas deficiencias se compensaban con su maniobrabilidad, relativamente comedido consumo de gasolina, y su tamaño que permitía aparcar en lugares prohibitivos para otros vehículos de mayores dimensiones. 
Otro aspecto negativo era su sistema de flanges de goma en las ruedas impulsoras que se deterioraba relativamente seguido obligando a su recambio.

## Decadencia
La decadencia del Fiat 600 sobrevino abruptamente a finales de la década de 1970 cuando fue desplazado por vehículos similares de mayor cilindrada, mejor sistema de refrigeración y más modernos, de origen asiático.
A principios de la década de los 80, se intentó resucitar al Fiat 600 con la introducción en el mercado del Zastava 750, muy similar al modelo original italiano, siendo a pesar de la competencia, vendidos en relativa cantidad; no obstante, la disponibilidad de repuestos jugó en contra de esta inicitativa comercial, condenándolo a una rápida desaparición. El SEAT 600 nunca llegó a Chile. Durante la década de los 80 y finales de los 90, este vehículo se usó durante el concurso ¿Cuántos caben en un Fiat 600?, en los programas Sábados Gigantes de Canal 13 (principalmente durante las temporadas de verano) y Extra Jóvenes de Canal 11 RTU (actual Chilevisión).
En el ámbito de la competición, el Fiat 600 es uno de los vehículos más usados en competencias automovilísticas, ya sea en pistas de tierra o de asfalto. Los inicios del Fiat 600 en las competencias en Chile, se remontan a 1969, cuando los hermanos Juan Manuel y Santiago Bengolea trajeron desde Italia un modelo Fiat 600 Abarth para la categoría 0-1.150 c.c., teniendo como principal rival al Mini Cooper, tiempo después, los Fiat 600 participaron en la categoría Turismo 0-850 c.c. donde tenía como principales rivales a los Mini Cooper 850 c.c. y el japonés Suzuki Cervo. En 1978 algunos pilotos de la 0-850 c.c. se separan y crean la Monomarca 600, en donde su primer campeonato solo contó con 6 pilotos, tiempo después la categoría fue creciendo y llegaron a contar con casi 40 participantes. Rápidamente, las competencias de Monomarca Fiat 600 empezaron a expandirse a las regiones, siendo una de las categorías más populares del país con competencias de este tipo desde Antofagasta por el norte, hasta Coyahique por el sur, debido a lo baratos de los costos de preparecion y repuestos, en 1987 se creó un minitorneo en donde los pilotos de regiones, clasificaban para participar en un nacional de 3 fechas. Después en 1990, crearon una carrocería externa para darme un aire más de auto de carreras al que llamaron Sport 850, en 1996 volvieron a su carrocería original hasta la actualidad, llamándose la categoría Turismo 600. Actualmente, sigue siendo una de las categorías con más participantes en el país e infaltables en las competencias automovilísticas donde incluso participan vehículos más modernos,  en competencias ya sean federadas o no federadas.

## Rivales
Muchos son los llamados rivales. Generalmente se dice que para su creación, Dante Giacosa se inspiró en el Volkswagen Tipo 1 de Ferdinand Porsche. Es por eso que la gente suele hacer comparaciones entre ambos, aunque el apodado Beetle es de una categoría superior. Otro de sus rivales reconocidos, tanto en el mercado como en las pistas, es el Renault Dauphine también llamado Gordini en la Argentina, de hecho, en este país se continúan organizando competencias que tienen como protagonistas excluyentes a estos vehículos. También, se suele hacer rivalizar este automóvil con el Citroën 2CV o su gemelo 3CV, así como también son hechas comparaciones con el Renault 4, modelo catalogado en la misma categoría que el 2CV y con la misma motorización que el Renault Dauphine . Otro modelo que también engrosa esta lista, es el popular Mini de la British Leyland, del cual es rival por una cuestión de segmento, más allá de que en materia mecánica, el coche inglés es muy superior en cuanto a prestaciones, respecto al modelo italiano.

## Anécdotas
En aquellos tiempos los concesionarios recibían del comprador una especie de postulación, la que se afianzaba dejando una suma de dinero. Después, el comprador recibía por correo o llamada telefónica la noticia de que había llegado su vehículo, más tarde, al llegar al concesionario el comprador se daba cuenta de que su Fiat 600 era de color rojo, azul o blanco.
Muchas veces los que veían este automóvil por la calle, se sorprendían de que al abrir el capó no encontraban el motor; luego, se percataban de que el modelo tenía el motor en la parte trasera.
En los programas de televisión sudamericanos Sábado gigante y Extra jóvenes, fue usado este vehículo. Se contabilizaba qué grupo de concursantes había introducido mayor cantidad de gente en el habitáculo del utilitario, ganando el grupo que había logrado meter un número superior al otro. Este concurso ha sido imitado con el tiempo en universidades e instituciones, durante las celebraciones como Semana Mechona o Aniversarios. Previamente a 1980, este vehículo era el premio obligado de los programas de televisión o empresas que promocionaban sus productos, a través de concursos.
Años más tarde en la popular saga de juegos Metal Slug de Neo Geo apareció un vehículo llamado Slug Mobile que es claramente una copìa del FIAT 500 en el Juego Metal Slug 5 concretamente en la última fase, su nombre TIAF 660 es una clara alusión al FIAT 500 y al SEAT 600.
Una teoría etimológica propone que el diminutivo "Fitito", que es sostenido como un argentinismo, proviene en realidad de un anglicismo destilado del verbo en inglés "Fit" (Caber); pronunciado como un italianismo. La misma sostiene que una comisión de la British Leyland visitó en 1957 las instalaciones de Fiat en Turín y al conocer el modelo 600 preguntaron sobre la cantidad de personas que cabían en el mismo. La pregunta tornó en apuesta y 11 operarios italianos cumplieron el rol de ocupantes y los ingenieros de la Leyland debieron pagar el almuerzo con los ejecutivos de la Fiat. La amistosa reunión, expresiva y casi tumultuosa para los estándar británicos, forjó el vocablo "Fitito" en boca de los ingenieros de la Leyland. Uno de los visitantes comentó la experiencia a un diseñador amigo de la Austin Morris y la leyenda dice que de ese relato Alec Issigonis creó el Austin Mini en 1959.
A la vez, otra referencia a la misma anécdota propone que el desafío suponía que el Fiat 600 podía transitar por las oficinas administrativas de la planta de Turín y entrar sin problemas en la oficina del gerente general de la misma.